# 2Pacalypse Now
2Pacalypse Now је деби албум Тупака Шакура, објављен 12. новембра 1991. године. Иако мање дорађен и без јаких ритмова, као на његовим каснијим албумима, био је то његов најотворенији политички рад. На албуму говори о социјалним проблемима као што су полицијска бруталност, сиромаштво, тинејџерска трудноћа, коришћење дрога... Неки стихови показују свет младих, црних особа на градским улицама САД. 
Многи критичари и фанови хвале овај албум сматрајући да је највише underground, а многи репери као што је Нас истичу да су у овом албуму пронашли инспирацију. Иако је албум издао Интерскоп, касније је издавачка кућа Тупакове мајке Amaru Entertainment, добила права на њега.
Албум никада није доживео успех као нека каснија Тупакова издања, али је важан јер показује Тупакова политичка уверења и таленат. Албум садржи три сингла: Brenda's Got a Baby, Trapped и If My Homie Calls.

## Контроверза
Овај албум је створио многе контроверзе као што је изјава Дена Квејла, америчког потпредседника, дата након што је један младић у Тексасу убио полицајца, а на суђењу је његов адвокат тврдио да је младић био под утицајем 2Pacalypse Now. Наиме Квејл је изјавио: “Не постоји ниједан разлог да би се објавило једно овакво издање. Оно нема места у нашем друштву”.

## Критички пријем
Албум је добио углавном позитивне критике од критичара. Иако су политичке поруке, текстови и приповедање албума хваљени, деби албум Тупака Шакура критикован је због продукције. У ретроспективној рецензији, RapReviews је албуму дао 4 звездице од 5 и рекао: „То није изузетно дугачак албум, али је густо и тешко слушање које ће вам одузети много ако обратите пажњу на упорну тему Уопштено гледано, тактови не остављају много утисака, али можда тако и треба да буде, јер ништа не би требало да засјени ову врсту лирског извођења кључних особина фигуре која је процветала у годинама које долазе каријере, политичко се преплавило личним и повукло се са централне позиције коју је заузело приликом његовог дебија“.

## Комерцијални учинак
По објављивању, албум је дебитовао на 197. месту Билборд 200, на 77. месту Top R&B/Hip-Hop албума и на 31. листи Heatseekers Albums у Сједињеним Државама. Албум је достигао 64, 13. и 3. место на одговарајућим листама у првој трећини 1992. Америчко удружење дискографске индустрије је 19. априла 1995. године сертификовало албум златним јер је прошао продајну марку од пола милиона копија. Након Тупакове смрти 1996. године, албум је доспео до каталошких албума у САД, достигавши 3. место. Такође је дебитовао на УК Хип Хоп и Р&Б албумима, достигавши 35. место.
Према подацима ChartMasters од марта 2024. године, албум је продат у 2.229.000 еквивалентних цифара продаје албума широм света.

## Списак песама
| №               | Назив                    | Продуцент            | Трајање |  |
| 1.              | Young Black Male         | Big D the Impossible | 2:35    |  |
| 2.              | Trapped                  | Pee-Wee              | 4:44    |  |
| 3.              | Soulja's Story           | Big D the Impossible | 5:05    |  |
| 4.              | I Don't Give a Fuck      | Pee-Wee              | 4:20    |  |
| 5.              | Violent                  | Raw Fusion           | 6:25    |  |
| 6.              | Words of Wisdom          | Shock G              | 4:54    |  |
| 7.              | Something Wicked         | J-Z                  | 2:28    |  |
| 8.              | Crooked Ass Nigga        | Live Squad           | 4:17    |  |
| 9.              | If My Homie Calls        | Big D the Impossible | 4:18    |  |
| 10.             | Brenda's Got a Baby      | Big D the Impossible | 3:53    |  |
| 11.             | Tha' Lunatic             | Shock G              | 3:29    |  |
| 12.             | Rebel of the Underground | Big D the Impossible | 3:17    |  |
| 13.             | Part Time Mutha          | Big D the Impossible | 5:13    |  |
| Укупно трајање: | Укупно трајање:          | Укупно трајање:      | 55:07   |  |